# 博羅韋 (伏林州)
51°15′56″N 23°49′49″E / 51.26556°N 23.83028°E
博羅韋（羅馬化：Borove）是烏克蘭的村落，位於該國西部沃倫州，由科韋利區負責管轄，始建於1947年，面積1.53平方公里，海拔高度170米，2001年人口284，人口密度每平方公里185.62人。